# コール・コンラッド
コール・コンラッド（Cole Konrad、1984年4月2日 - ）は、アメリカ合衆国の男性総合格闘家。ウィスコンシン州アップルトン出身。元Bellator世界ヘビー級王者。
ブロック・レスナーの大学の後輩でスパーリング・パートナーを務めていた。打撃は苦手だが怒涛の寄りからテイクダウンを奪い、トップコントロールする戦法を得意にしていた。

## 来歴
4歳からレスリングを始め、高校時代には、2002年にウィスコンシン州王者になり、同年には全米ジュニア選手権でもフリースタイルとグレコローマンで優勝した。ミネソタ大学ではNCAAディビジョン1で2006年と2007年の2度の優勝を果たし、オールアメリカンには4度選出された。2005年にはフリースタイルでパンアメリカン選手権に出場し、金メダルを獲得している。
2010年1月23日に総合格闘技デビュー。

### Bellator
2010年5月6日、Bellator初参戦となったBellator 17でパット・ベネットと対戦し、3-0の判定勝ち。

#### Bellator世界王座獲得
2010年8月19日、Bellator 25のヘビー級トーナメント1回戦でロジェント・ロレットと対戦し、3-0の判定勝ち。9月16日、Bellator 29の準決勝でダミアン・グラボウスキーと対戦し、3-0の判定勝ち。10月14日、Bellator 32の決勝でニール・グローブと対戦し、キーロックで一本勝ちを収め優勝を果たし、Bellator世界王座に認定された。
2012年5月25日、Bellator 70のBellator世界ヘビー級タイトルマッチでエリック・プリンドルと対戦し、キムラロックで一本勝ちを収め初防衛に成功した。

### 引退
2012年9月12日、試合枯れを理由に28歳で引退を表明。引退後は食品会社でトレーダーの職に就いた。

## 戦績
| 総合格闘技 戦績 | 総合格闘技 戦績 | 総合格闘技 戦績 | 総合格闘技 戦績 | 総合格闘技 戦績 | 総合格闘技 戦績 | 総合格闘技 戦績 |
| --------------- | --------------- | --------------- | --------------- | --------------- | --------------- | --------------- |
| 9 試合          | (T)KO           | 一本            | 判定            | その他          | 引き分け        | 無効試合        |
| 9 勝            | 1               | 3               | 5               | 0               | 0               | 0               |
| 0 敗            | 0               | 0               | 0               | 0               | 0               | 0               |

| 勝敗 | 対戦相手                 | 試合結果                  | 大会名                                             | 開催年月日     |
| ○    | エリック・プリンドル     | 1R 1:00 キムラロック      | Bellator 70 【Bellator世界ヘビー級タイトルマッチ】 | 2012年5月25日  |
| ○    | ポール・ブエンテロ       | 5分3R終了 判定3-0         | Bellator 48                                        | 2011年8月20日  |
| ○    | ニール・グローブ         | 1R 4:45 キーロック        | Bellator 32 【ヘビー級トーナメント 決勝】          | 2010年10月14日 |
| ○    | ダミアン・グラボウスキー | 5分3R終了 判定3-0         | Bellator 29 【ヘビー級トーナメント 準決勝】        | 2010年9月16日  |
| ○    | ロジェント・ロレット     | 5分3R終了 判定3-0         | Bellator 25 【ヘビー級トーナメント 1回戦】         | 2010年8月19日  |
| ○    | ジョン・オア             | 5分3R終了 判定3-0         | Bellator 22                                        | 2010年6月17日  |
| ○    | パット・ベネット         | 5分3R終了 判定3-0         | Bellator 17                                        | 2010年5月6日   |
| ○    | ジョエル・ワイアット     | 1R 2:23 TKO（パンチ連打） | Matrix Fights 1                                    | 2010年2月27日  |
| ○    | ゲイリー・ハメン         | 1R 1:07 ネッククランク    | Max Fights 8: Elimination                          | 2010年1月23日  |

## 獲得タイトル
- レスリングパンアメリカン選手権 男子フリースタイル120kg級 優勝（2005年）
- 世界大学レスリング選手権 男子フリースタイル120kg級 3位（2006年）
- レスリング NCAAディビジョン1 王者（2006年、2007年）[3]
- Bellatorシーズン3 ヘビー級トーナメント 優勝（2010年）
- 初代Bellator世界ヘビー級王座（2010年）

## 表彰
- レスリング NCAAディビジョン1 オールアメリカン（2004年、2005年、2006年、2007年）
- ビッグ・テン・カンファレンス 男子 最優秀選手（2007年）